# First Division 1990-1991 (Irlanda)
Fu la sesta stagione della League of Ireland First Division e vennero promosse le prime due squadre qualificate ovvero: il Drogheda United F.C. e il Bray Wanderers A.F.C..

## First Division
| Pos. | Squadra                          | Pt | G  | V  | N  | P  | GF | GS | DR  |
| ---- | -------------------------------- | -- | -- | -- | -- | -- | -- | -- | --- |
| 1    | Drogheda United F.C.             | 41 | 27 | 15 | 11 | 1  | 38 | 14 | +24 |
| 2    | Bray Wanderers A.F.C.            | 38 | 27 | 16 | 6  | 5  | 40 | 17 | +23 |
| 3    | Cobh Ramblers F.C.               | 32 | 27 | 12 | 8  | 7  | 31 | 20 | +11 |
| 4    | Finn Harps F.C.                  | 32 | 27 | 14 | 4  | 9  | 40 | 30 | +10 |
| 5    | St James's Gate F.C.             | 29 | 27 | 13 | 3  | 11 | 37 | 38 | -1  |
| 6    | University College Dublin A.F.C. | 27 | 27 | 11 | 5  | 11 | 32 | 25 | +7  |
| 7    | Kilkenny City A.F.C.             | 25 | 27 | 7  | 11 | 9  | 29 | 32 | -3  |
| 8    | Home Farm F.C.                   | 17 | 27 | 5  | 7  | 15 | 26 | 46 | -20 |
| 9    | Longford Town F.C.               | 17 | 27 | 5  | 7  | 15 | 20 | 44 | -24 |
| 10   | Monaghan United F.C.             | 12 | 27 | 4  | 4  | 19 | 27 | 54 | -27 |

G = Partite giocate; V = Vittorie; N = Nulle/Pareggi; P = Perse; GF = Goal fatti; GS = Goal subiti; DR = Differenza reti;